# Čučići
Čučići su naseljeno mjesto u Republici Hrvatskoj u Zagrebačkoj županiji. 

## Zemljopis
Administrativno su u sastavu općine Krašić. Naselje se proteže na površini od 2,58 km².

## Stanovništvo
Prema popisu stanovništva iz 2001. godine u Čučićima žive 2 stanovnika i to u 2 kućanstva. Gustoća naseljenosti iznosi 0,78 st./km².
| broj stanovnika |       |       |       |       |       | 162   | 161   | 155   | 101   | 110   | 107   | 79    | 37    | 10    | 2     |       | 1     |
|                 | 1857. | 1869. | 1880. | 1890. | 1900. | 1910. | 1921. | 1931. | 1948. | 1953. | 1961. | 1971. | 1981. | 1991. | 2001. | 2011. | 2021. |